# Guy de Blanchefort
Guy de Blanchefort, nascut a Bois-Lamy, municipi de Moutier-Malcard (a l'actual departament francès de la Cruesa) després de 1446, mort al Mediterrani el 1513, fou durant l'últim any de la seva vida Gran Mestre de l'Hospital.

## A l'ombra de Pierre d'Aubusson
Era el segon fill de Guy II de Blanchefort i Souveraine d'Aubusson, germana petita del Mestre Pierre d'Aubusson, que també va ser Gran Mestre. Blanchefot fou admès a l'Orde sota la protecció i la confiança del seu oncle. Sabem, gràcies a una inscripció a l'església de Sant Joan de Bourganeuf, de 1486, que va ser comanador de Morterolles (actual Cruesa) i comanador de Xipre. Quan el seu oncle fou elegit Mesre, el juny de 1476, ell va passar a ser el nou prior de la Llengua d'Alvèrnia.
El setembre de 1482, fou a Blanchefort que Pierre d'Aubusson va confiar la responsabilitat de conduir i vetllar la bona guàrda de Djem, el conegut com a Zizim a Europa, germà de Baiazet II. Es van allotjar primer a Niça i després en el Delfinat i potser a Morterolles, fins que fou tancat a la torre del seu nom a Bourganeuf, sota les ordres de Blanchefort. El novembre de 1488, fou de nou Blanchefort qui el va escortar fins a Roma i entregat al papa Innocenci VIII.
S'ha volgut reduir des de fa temps que la vida de Blanchefort fou la d'un simple braç executor del seu oncle i n aprofitat. Però no fou així, ja que dins de l'orde es demanaven tres vots, probresa, castedat i obediència, i ell havia de ser obedient al seu Mestre.
El juny de 1499 una flota turca comandada per Kapudan paixà Daoud es va dirigir a la costa occidental e Grècia per tal de desembarcar-hi i prendre el control de les dareres ciutats que no estaven en mans otomanes. La flota francesa, reforçada per dos o tres vaixells hospitalers, sota el comandament de Blanchefort, va unir-se a la flota veneciana per tal de blocar el pas a l'esquadra otomana. A l'agost hi va haver els primers combats, amb avantatge crisià. El 20 d'agost hi va haver una segona topada quan la flota turca volia forçar el pas al golf de Patras. En aquest combat va destacar la gran carraca de Rodes. Però els venecians no van atendre a la batalla i els turcs van conquerir Patras, mentre que els vaixells de l'hospital i francesos van haver de fugir.
Fou al priorat de Bourganeuf, on estava el 1512, que va conèixer la notícia del capítol de  Rodes que havia estat elegit per succeir Emeri d'Amboise, que havia succeït, al seu torn, Pierre d'Aubusson. Blanchefort va morir en el seu trajecte cap a Rodes el 1513.
Es pot veure encara a Rodes, a l'alberg de la Llengua d'Alvèrnia, la inscripció en caràcters gòtics: "D'Auvargne, le ĝ pour, F. Guy de Blāchefort, 1507" (D'Alvèrnia, el gran prior, frare Guy de Blanchefort"), indica que a aquesta data el prior alvernès hi havia fet fer treballs d'acondicionament.